# NGC 3021
NGC 3021 أو إن جي سي 3021 هيَ مجرة حلزونية صَغيرة ضِمن كوكبة الأسد الأصغر، وَتبعد عن الأرض حوالي 100 مليون سنة ضوئية.